# École Lucien-de-Hirsch
L'école Lucien-de-Hirsch est la plus ancienne école juive de France. Elle a été fondée à Paris en 1901 et accueille de nos jours environ 1100 élèves,  de la maternelle à la terminale.

## Histoire de l'école

### Les débuts (1901-1939)
En 1864, une école juive est ouverte dans le quartier de la Villette à Paris. Elle est ainsi la plus ancienne école juive de France encore en fonction. La direction en est confiée à l'époque à M. et Mme Halphen.
Du fait de l’accroissement de ses effectifs, dû à l’arrivée de jeunes Alsaciens-Lorrains venus en grand nombre à Paris après la guerre de 1870, l’école est transférée au boulevard de la Villette  puis au boulevard de la Chapelle et enfin rue La Fayette. Mais les nouveaux locaux s’avèrent rapidement trop petits, le nombre d'élèves augmentant en raison de l’émigration de Juifs de Russie qui fuyaient les persécutions de leur pays.

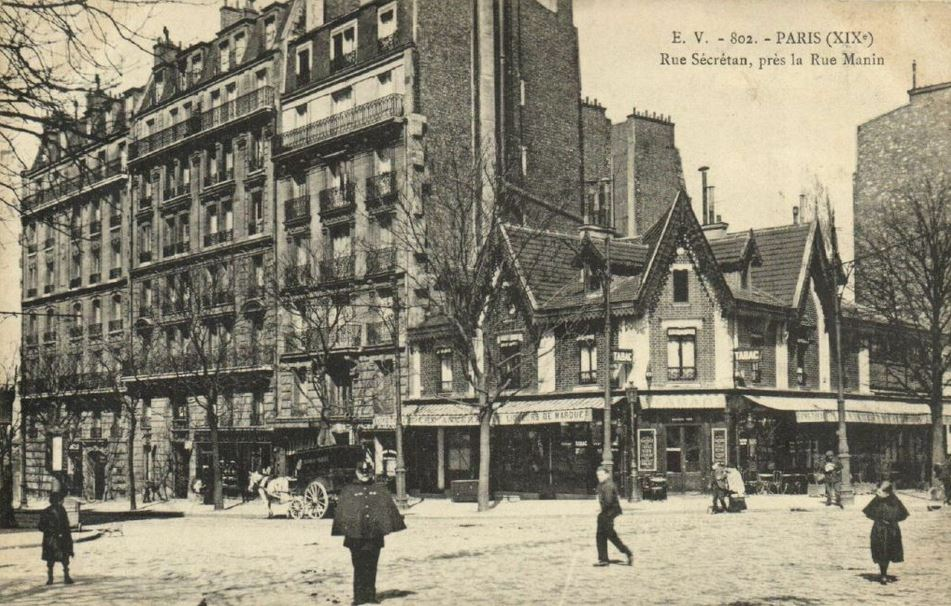
Carte postale montrant l'ancienne rue Secrétan (entre 1880 et 1911).

Devant les difficultés dans lesquelles se débat l’École Halphen, la baronne Clara de Hirsch décide de faire construire une nouvelle école, plus vaste, qui s’installe 68-70 avenue Secrétan, en 1901. Elle en confie la construction à l'architecte Lucien Hesse et lui donne le nom de Lucien de Hirsch pour perpétuer la mémoire de son fils disparu prématurément. Le but de l'école est de permettre aux enfants juifs de s’adapter rapidement à la culture et à la langue de leur nouveau pays.
L’école est ouverte sous la direction de M. et Mme Benoit-Lévy qui occupent ce poste jusqu’en 1935, date à laquelle la direction de l’école est assurée conjointement par M. Schentowski et M. Charles Bloch. L'école est conçue pour abriter une centaine d’enfants et rien n'est épargné pour en faire un établissement spacieux et moderne ; le bâtiment central est réservé à la cantine, aux salles de dessin et à la bibliothèque, les deux ailes symétriques constituent l’école de garçons et l’école de filles. Sans discontinuité, des générations de jeunes juifs s’y succèdent jusqu’en 1944. L'orientation générale vise l'intégration à la société française de Juifs venus d'horizons divers.

### La Seconde Guerre mondiale et la Shoah
Pendant la Seconde Guerre mondiale, en 1940, sentant le danger arriver, M. Schentowski transfère temporairement les enfants en Normandie. 
En avril 1944, le centre Lamarck ayant été bombardé, le bâtiment devient un centre d'accueil de l'Union générale des israélites de France (UGIF) pour les enfants orphelins. Il s'agit de jeunes pensionnaires du centre ainsi que leurs moniteurs (125 enfants et 52 adultes) qui sont transférés à l'école Lucien-de-Hirsch.
Quelques jours avant la Libération de Paris, 110 d'entre eux ainsi que leurs maîtres sont arrêtés dans la nuit du 24 juillet 1944 par un détachement nazi conduit par le capitaine S.S. Aloïs Brunner, et déportés le 31 juillet 1944 vers Auschwitz-Birkenau par le convoi n° 77, le dernier convoi parti de Paris,,,,. Seuls quelques enfants en reviendront. 
Une plaque commémorative en granit est apposée le 28 mars 1954 sur la façade du bâtiment, intitulée « Souviens-toi » donne la liste des enfants et adultes déportés de cette école,.

### Après guerre
À la Libération, les bâtiments sont occupés par un service social qui rend en 1949 les locaux de l’avenue Secrétan à leur destination première. À cette date, le résistant et éducateur Théo Dreyfus prend en charge l’école. Un long et coûteux travail doit être réalisé pour remettre en état tout ce qui a été saccagé. Au bout d’un mois, l'école Lucien-de-Hirsch est en mesure de recevoir une dizaine d’élèves et dès l’année suivante - 90 élèves, avec le nouveau directeur Bernard Picard qui dirige l’école pendant 15 ans, avec l'aide de sa femme Marianne Picard. L'expérience de la guerre et les leçons qu’en tirent ces jeunes directeurs les poussent à changer l’orientation de l’école. Leur but est de développer chez leurs jeunes élèves l’amour d’un judaïsme authentique, du peuple juif et le sens de son histoire. 
Depuis cette époque, l’école voit chaque année ses effectifs augmenter tant à l’externat qu’à l’internat qui est ouvert pour héberger principalement les enfants victimes des persécutions nazies puis les enfants réfugiés de Pologne, d’Égypte et d’Afrique du Nord.
En 1955, le baron Alain de Rothschild, président du conseil d’administration, fait construire de nouveaux bâtiments réservés à l’internat, comprenant des dortoirs confortables et deux vastes réfectoires. L’internat compte jusqu’à 115 pensionnaires en 1962, année de l’afflux des juifs d'Algérie.
Le nombre de demandes d’inscriptions s’avère chaque année plus important et à chaque rentrée, des centaines d’inscriptions sont refusées. Des mesures sont alors prises pour permettre la scolarisation de nouveaux élèves. De nombreux anciens élèves inscrivent leurs propres enfants à l’école. Pour des raisons pratiques de nombreuses familles viennent s'installer à proximité de l'établissement, faisant du 19e arrondissement de Paris un nouveau quartier à forte densité juive. Dans le même temps, les quartiers juifs traditionnels de Paris, comme les 9e et 10e arrondissements, et surtout Le Marais (le Pletzel), voient leur population juive décliner.  
Une première synagogue ashkénaze est créée dans les bâtiments mêmes de l'école (synagogue Michkenot Israël), suivie quelques années après, dans d'autres salles du bâtiment, d'un oratoire séfarade (Ohalé Yaakov). Aujourd'hui, compte tenu de l'importance de ces deux communautés, elles quittent l'école pour occuper des bâtiments bien plus vastes à proximité. 
En 1976, les conditions de vie des réfugiés s’étant progressivement améliorées, l’internat n'est plus indispensable et est donc fermé. En 1977, grâce à la participation financière du Fonds d'investissement pour l'éducation, créé par le Fonds social juif unifié et l'Agence juive, des travaux permettent l'ouverture de nouvelles salles de classe, de dortoirs pour les jardins d’enfants, et donnent à l’école la possibilité d’accueillir 830 élèves. En 1991, une surélévation du bâtiment central sur trois nouveaux étages permet d'améliorer encore les conditions de travail et d'accueil. 
Sous la direction de Marianne Picard, l'école se dote d'un programme construit d'enseignement des matières religieuses, d'une formation des enseignants de matières juives et d'un enseignement systématique de l'histoire juive qu'elle assure elle-même, donnant lieu à publication sous la forme d'un manuel en trois tomes. Fortement influencée par les méthodes éducatives en vogue en Israël, elle introduira des pédagogies innovantes, associant régulièrement les parents d'élèves lors de fêtes de fin d'année ou de la fin d'étude d'un chapitre de la Thora, et créant un concours biblique interne. S'inspirant des  méthodes actives, Marianne Picard assure également la rédaction et la diffusion par les élèves d'un journal de l'école, Le cerf enchaîné (allusion au terme Hirsch qui signifie « cerf »).
À l'aube du 26 septembre 1980, quatre attentats antisémites ont lieu à Paris : sont mitraillés successivement la crèche juive rue Lamarck, la synagogue de la rue de la Victoire, le mémorial du martyr juif inconnu et, enfin, l'école Lucien-de-Hirsch, sans victime à déplorer. 
L'école voit dans les années 1980 se créer une association de parents d'élèves : l'APELH. 
En 1995, est créée, sous la direction de Benjamin Touati, une division de 4e, suivie chaque année d'une nouvelle ouverture de classe et d'un dédoublement des classes de collège existantes. En juin 2000, l'école présente ses premiers élèves au baccalauréat. 
Depuis, un gymnase et un nouveau bâtiment spécifiquement dédié au lycée ont été inaugurés, tous deux adjacents au bâtiment originel.
Le lycée, terminé en fin 2013, porte les noms de Bernard et Marianne Picard, qui ont ressuscité l'éducation juive française après la guerre.

## Classement du lycée
En 2018, le lycée se classe 43e sur 108 au niveau départemental quant à la qualité d'enseignement, et 200e sur 2 277 au niveau national. 
Le classement s'établit sur trois critères : le taux de réussite au baccalauréat (100 %), la proportion d'élèves de première qui obtient le baccalauréat en ayant fait les deux dernières années de leur scolarité dans l'établissement (91 %), et la « valeur ajoutée » (6) calculée à partir de l'origine sociale des élèves, de leur âge et de leurs résultats au diplôme national du brevet.

## Architecte
- Lucien Hesse[16]

## Directeurs
- Mme et M. Benoît-Bloch : 1901-1935
- MM. Schentowski et Bloch : 1935-1944
- Théo Dreyfus : 1949
- Bernard Picard : 1950-1965
- Marianne Picard : 1965-1992
- Benjamin Touati : 1992-2006
- Yaël Bensimhon  : 2006-2018[17] (maternelle et primaire),
- Messaoud Habib : 2007[18]
- Isaac Bibas : 2007-2011[19]
- Paul Fitoussi : 2011 - 2017
- Elie Ebidia : depuis 2017

## Anciens élèves
- Émile Kaçmann
- Éric Zemmour
- Meyer Habib
- Claude Challe